# Cratere Spurr
Spurr è un cratere lunare di 13,21 km situato nella parte nord-occidentale della faccia visibile della Luna.